# Вікторія (Бухарест)
Футбольний клуб «Вікторія 1949» Бухарест (рум. FC Victoria 1949 București) — колишній румунський футбольний клуб з Бухареста, що існував у 1949—1990 роках.

## Досягнення
- Ліга I
  - Бронзовий призер (3): 1986–87, 1987–88, 1988–89
- Ліга II
  - Чемпіон (1): 1984–85
  - Фіналіст (2): 1959–60, 1982–83
- Ліга III
  - Чемпіон (2): 1964–65, 1981–82
- Кубок Румунії
  - Фіналіст (1): 1959–60.

## Участь в єврокубках
| Турнір                        | У | М  | В | Н | П | ГЗ | ГП | РГ  |
| ----------------------------- | - | -- | - | - | - | -- | -- | --- |
| Кубок УЄФА / Ліга Європи УЄФА | 3 | 14 | 6 | 3 | 5 | 21 | 17 | + 4 |
| Разом                         | 3 | 14 | 6 | 3 | 5 | 21 | 17 | + 4 |

По сезонах та клубах
| Сезон   | Раунд        | Країна    | Клуб             | Вдома | На виїзді | Сумарно   |
| ------- | ------------ | --------- | ---------------- | ----- | --------- | --------- |
| 1987–88 | Перший раунд | Кіпр      | ЕПА (Ларнака)    | 3 – 0 | 1 – 0     | 4 – 0     |
| 1987–88 | Другий раунд | СРСР      | Динамо (Тбілісі) | 1 – 2 | 0 – 0     | 1 – 2     |
| 1988–89 | Перший раунд | Мальта    | Сліма Вондерерс  | 6 – 1 | 2 – 0     | 8 – 1     |
| 1988–89 | Другий раунд | СРСР      | Динамо (Мінськ)  | 1 – 0 | 1 – 2     | (ч) 2 – 2 |
| 1988–89 | Третій раунд | Фінляндія | Турун Паллосеура | 1 – 0 | 2 – 3     | (ч) 3 – 3 |
| 1988–89 | Чвертьфінал  | НДР       | Динамо (Дрезден) | 1 – 1 | 0 – 4     | 1 – 5     |
| 1989–90 | Перший раунд | Іспанія   | Валенсія         | 1 – 1 | 1 – 3     | 2 – 4     |